# Premier cru-gemeenten van de Champagne
Een premier cru-gemeente van de Champagne is een gemeente waarvan alle wijngaarden het predicaat premier cru hebben gekregen. Het systeem van de Échelle des crus is omstreden omdat binnen één gemeente wel degelijk verschil in kwaliteit zal zijn tussen de op het noorden en op het zuiden gelegen hellingen en de wijngaarden met een verschillende "terroir".
De AC champagne kent 38 premier-cru en 17 grand cru gemeenten. 
- Avenay-Val-d'Or - Marne
- Bergeres- Aube
- Bezannes - Marne
- Billy-le-Grand - Marne
- Bisseuil - Marne
- Chamery - Marne
- Champillon - Marne
- Chigny-les-Roses - Marne
- Chouilly - Marne
- Coligny - Marne
- Cuis - Marne
- Cumieres - Marne
- Dizy - Marne
- Ecueil - Marne
- Etrechy - Marne
- Grauves - Marne
- Hautvillers - Marne
- Jouy-lès-Reims - Marne
- Les Mesneux - Marne
- Ludes - Marne
- Mareuil-sur-Ay - Marne
- Montbre - Marne
- Mutigny - Marne
- Pargny-lès-Reims - Marne
- Pierry - Marne
- Rilly-la-Montagne - Marne
- Sacy - Marne
- Taissy - Marne
- Tauxieres - Marne
- Tours-sur-Marne - Marne
- Trepail - Marne
- Trois-Puits - Marne
- Vaudemange - Marne
- Vertus - Marne
- Ville-Dommange - Marne
- Villers-Allerand - Marne
- Villers-aux-Noeuds - Marne
- Villers-Marmery - Marne